# Římskokatolická farnost Panny Marie Pomocnice křesťanů Zlín
Římskokatolická farnost Panny Marie Pomocnice křesťanů Zlín je jedno z územních společenství římských katolíků ve Zlíně s farním kostelem Panny Marie Pomocnice křesťanů.

## Území farnosti
Území farnosti zahrnuje tyto části statutárního města Zlína:
- Zlín (Jižní Svahy, Zlínské Paseky)
- Mladcová

## Historie farnosti
Farnost Panny Marie Pomocnice křesťanů vznikla k 1. lednu 2006 oddělením od farnosti svatého Filipa a Jakuba. Farní kostel Panny Marie Pomocnice křesťanů byl posvěcen 8. května 2003.

## Duchovní správci
Farnost je od počátku ve správě kněží kongregace Salesiánů Dona Bosca.
Prvním duchovním správcem farnosti se k 8. lednu 2006 stal P. Mgr. Josef Kopecký, SDB. Oficiálně byl administrátorem farnosti od 3. května 2007 do 4. listopadu 2007.
Od 5. listopadu 2007 byl administrátorem a od 20. prosince 2010 farářem P. Mgr. Ladislav Kozubík, SDB. Ve funkci skončil 9. září 2012.
Od 10. září 2012 byl farářem P. Mgr. Pavel Glogar, SDB. Toho od podzimu 2018 vystřídal jako administrátor P. Dan Žůrek, SDB.

## Bohoslužby
| Kostel (kaple)                 | Místo            | Den     | Hodina                 | Poznámka                     |
| ------------------------------ | ---------------- | ------- | ---------------------- | ---------------------------- |
| Panny Marie Pomocnice křesťanů | Zlín-Jižní Svahy | neděle  | 8:00 10:00 11:30 20:30 |                              |
| Panny Marie Pomocnice křesťanů | Zlín-Jižní Svahy | úterý   | 18:00                  |                              |
| Panny Marie Pomocnice křesťanů | Zlín-Jižní Svahy | středa  | 8:00                   |                              |
| Panny Marie Pomocnice křesťanů | Zlín-Jižní Svahy | čtvrtek | 8:00                   | není v červenci a v srpnu    |
| Panny Marie Pomocnice křesťanů | Zlín-Jižní Svahy | pátek   | 18:00                  |                              |
| Panny Marie Pomocnice křesťanů | Zlín-Jižní Svahy | sobota  | 8:00                   |                              |
| kaple P. Marie                 | Zlínské Paseky   |         |                        | nejsou pravidelné bohoslužby |